# LG Chem
LG Chem – jedna z firm należących do konglomeratu LG. Powstała w 1947 roku. Główne centrum zarządzania LG Chem znajduje się w miejscowości Osan, chociaż siedziba znajduje się w Seulu. Obecnie jest największym producentem artykułów chemicznych w Korei Południowej. Początkowo firma nosiła nazwę Lucky Chemical i produkowała kosmetyki. Od 1965 roku Spółka jest notowana na koreańskiej giełdzie papierów wartościowych. W 1995 roku zmieniła nazwę na obecną. Od 1992 roku firma zajęła się technologią baterii do samochodów elektrycznych. Obecnie baterie LG są stosowane w około 25 markach samochodów elektrycznych i hybrydowych. Największa fabryka baterii znajduje się w Nankin w Chinach, drugą po niej jest fabryka w Biskupicach Podgórnych o której powstaniu zdecydowali Koreańczycy w 2016 roku, zaś uruchomiono ją w 2019 roku. Koreańczycy powiększyli zakład w Polsce przejmując fabrykę od tureckiego Vestel w 2020 roku. W tym samym roku oddzielono od LG Chem część produkującą baterie jako LG Energy Solution zaś LG Chem funkcjonuje w Korei jako producent kosmetyków.